# Messoracaridae
Messoracaridae (лат.) — семейство мирмекофильных клещей из отряда Mesostigmata. 2 рода. Европа, Австралия, Африка, Юго-Восточная Азия.

## Описание
Мелкие мезостигматные клещи (от 0,45 до 0,78 мм) с тяжело склеротизированными покровами. Развиты парные престернальные щиты. Самки отличаются очень крупными прямоугольными латигинальными щитками, расположенными между коксами II–III и до середины опистосомы. Спинной щит самцов и самок цельный, неразделённый. Тритостернум с двумя лациниями. Коготки у первой пары ног отсутствуют. Взрослые особи обычно ассоциированы с муравьями.

## Систематика
Семейство был впервые выделено в 1977 году американским акарологом Джоном Кетли (John Bryan Kethley; 1942—2004). 2 рода. Вместе с семействами Aenictequidae, Euphysalozerconidae и  Ptochacaridae рассматривается в составе надсемейства Aenictequoidea в составе инфраотряда Antennophorina.
Включает следующие таксоны:
- Leptantennus Berlese, 1916 — 1 вид (был в составе Antennophoridae по мнению Kethley, 1977)
  - Leptantennus pendulipes Berlese, 1916 — Восточная Африка
- Messoracarus Silvestri, 1912[2] — 3 вида
  - Messoracarus chwendingeri Kontschán & Seeman, 2012 — Лаос
  - Messoracarus emarginatus (Banks, 1916)[8] — у муравьёв Pachycondyla lutea (Pachycondyla)
    - [=Antennophorus emarginatus Banks, 1916] — Австралия

  - Messoracarus mirandus Silvestri, 1912 — Европа у муравьёв Messor barbarus